# Frodingham
Frodingham är en stadsdel i Scunthorpe, i distriktet North Lincolnshire, i grevskapet Lincolnshire, i England. Ward hade 8 276 invånare år 2021. Frodingham var en civil parish fram till 1919 när blev den en del av Scunthorpe and Frodingham och Brumby Rural. Civil parish hade 1 734 invånare år 1911.